# Götabro
Götabro kurs- och konferensgård är en missions- och bibelskola som drivits av före detta Helgelseförbundet, numera Evangeliska Frikyrkan. 2016 drivs skolan av Örebro folkhögskola.
Götabro är beläget en kilometer från Torp i Lekebergs kommun i Närke.
På Götabro har det sedan 1894 bedrivits bibelskoleverksamhet. Föregångare var evangelistkursen i Smedstorp i Kräcklinge (Edvard Hedins födelsegård) som C J A Kihlstedt ledde från 1890.
Rektor för Götabro missionskola har bland andra Bertil Davidsson varit under tiden 1969–1988.